# Wappen der Norfolkinsel

Wappen der Norfolkinsel

Das Wappen der Norfolkinsel ist das staatliche Emblem der Norfolkinsel, einem der australischen Außengebiete.
Es wurde durch königliche Order vom 20. Oktober 1980 von Elisabeth II. gewährt und eingeführt.

## Beschreibung
Das Wappen zeigt im Zentrum ein blaues Wappenschild, auf welchem zwei weiße fünfzackige Sterne abgebildet sind, eine eingeschobene weiße Spitze mit einem braunen Berg, von dem eine grüne Norfolk-Tanne emporragt und auf dem unterhalb des Baumes ein aufgeschlagenes Buch liegt. Über dem Wappenschild ist ein nach links gedrehter Krötenkopfhelm mit silbern-blauem Wulst und blau-silbernen Helmdecken zu sehen. Über einer blauen Schiffskrone ragt als Crest ein goldener Löwe mit roter Zunge und grünem Kragen empor, der einen goldenen Kelch mit Deckel zwischen seinen Pranken hält. Die beiden Schildhalter, links ein naturfarbener rot gezungter und bewehrter Löwe und rechts ein braunes Känguru, stützen sich jeweils auf einen blauen Anker. Unter dem Schild ist ein graues, blau schattiertes Band mit der Inschrift „* INASMUCH *“ in dunklen Majuskeln angebracht.

## Motto
Das Motto ‚INASMUCH‘ ist aus dem Text der Pitcairn-Hymne gemäß dem Matthäus-Evangelium Mt 25,40 entnommen: 

“Inasmuch as ye have done it unto one of the least of these my brethren, ye have done it unto me”